# Yamaha MT-07
La Yamaha MT-07 (venduta come FZ-07 nel mercato nordamericano) è una naked sportiva prodotta dalla casa motociclistica giapponese Yamaha dal 2014.

## Descrizione
Il motore è un bicilindrico frontemarcia di tipo CrossPlane da 689 cm³ di cilindrata che sviluppa 75 CV (55Kw) e una coppia di 7 Kgm a 6500 giri/min.
L'albero motore è stato montato con fasatura a 270° difatti gli scoppi sono irregolari.
Utilizzando buona parte di ciclistica e meccanica della MT-07, nel 2015 è stata presentata la Yamaha XSR 700, anch'essa naked ma con uno stile retro.